# Diocèse de Mirepoix
Ne pas confondre avec l'actuel diocèse de Pamiers, Couserans et Mirepoix.
Le diocèse de Mirepoix (en latin : dioecesis Mirapicensis) est un ancien diocèse de l'Église catholique en France. Érigé en 1317, il est un des diocèses historiques du Languedoc. Supprimé en 1801, il n'a pas été rétabli. Depuis 1910, les évêques de Pamiers joignent à leur titre celui de Mirepoix.

## Histoire
Le diocèse est créé le 27 septembre 1317, par le pape Jean XXII, par partition de celui de Pamiers. Il recouvre une zone regroupant la frange orientale de l'actuel département de l'Ariège (Mirepoix, Mazères, Les Allemans, Lavelanet), l'extrémité occidentale de celui de l'Aude (Belpech, Salles-sur-l'Hers, Fanjeaux, Chalabre, Puivert) et une petite partie de celui de la Haute-Garonne (Cintegabelle, Calmont, Renneville). Il est bordé au nord par les diocèses de Toulouse et de Saint-Papoul, à l'est par les diocèses de Narbonne et d'Alet, et à l'ouest par ceux de Pamiers et de Rieux.
L'évêque était suffragant de l'archevêque métropolitain de Toulouse.
Le diocèse est supprimé par la Constitution civile du clergé adoptée par l'Assemblée nationale constituante le 12 juillet 1790 ainsi que par le Concordat de 1801.
Il n'a pas été rétabli.
Depuis le 11 mars 1910, l'évêque de Pamiers porte le titre d'évêque de Mirepoix.

## Cathédrale
La cathédrale Saint-Maurice de Mirepoix était l'église cathédrale du diocèse.